# Вознесенська міська рада
Вознесе́нська міська́ ра́да — орган місцевого самоврядування в Миколаївській області. Адміністративний центр — місто обласного значення Вознесенськ.

## Загальні відомості
- Територія ради: 22,56 км²
- Населення ради: 36 094 особи (станом на 1 березня 2014 року)
- Територією ради протікають річки Південний Буг, Мертвовод.

## Населені пункти
Міській раді підпорядковані населені пункти:
- м. Вознесенськ

## Склад ради
Рада складається з 38 депутатів та голови.
- Голова ради: Луков Віталій Дмитрович
- Секретар ради: Торжинська Лариса Михайлівна

### Керівний склад попередніх скликань
| ПІБ                           | Основні відомості                                                       | Дата обрання | Дата звільнення |
| ----------------------------- | ----------------------------------------------------------------------- | ------------ | --------------- |
| Гержов Юрій Іванович          | Міський голова, 1950 року народження, освіта вища, безпартійний         | 26.03.2006   | 31.10.2010      |
| Гержов Юрій Іванович          | Міський голова, 1950 року народження, освіта вища, член Партії регіонів | 31.10.2010   | 28.10.2012      |
| Луков Віталій Дмитрович       | Міський голова, 1971 року народження, освіта вища, член Партії регіонів | 02.06.2013   | 17.11.2020      |
| Величко Євгеній Олександрович | Міський голова, 1988 року народження, освіта вища, безпартійний         | 17.11.2020   |                 |

Примітка: таблиця складена за даними джерела

### Депутати
За результатами місцевих виборів 2010 року депутатами ради стали:

#### За суб'єктами висування
| Суб'єкт висування                                       | Кількість обраних депутатів | %    |
| ------------------------------------------------------- | --------------------------- | ---- |
| Партія регіонів                                         | 29                          | 76,3 |
| Політична партія «Сильна Україна»                       | 3                           | 7,9  |
| Комуністична партія України                             | 2                           | 5,3  |
| Політична партія Всеукраїнське об'єднання «Батьківщина» | 2                           | 5,3  |
| Політична партія «Фронт Змін»                           | 2                           | 5,3  |

#### За округами
| № округу                                                | Прізвище, ім'я, по батькові     | Дата визнання обраним | Освіта         | Партійна приналежність                        | Відомості про обраного депутата                                                                             |
| ------------------------------------------------------- | ------------------------------- | --------------------- | -------------- | --------------------------------------------- | --- |
| Комуністична партія України                             |                                 |                       |                |                                               | |
| б/м                                                     | Бойко Георгій Олексійович       | 05.11.2010            | Освіта вища    | член Комуністичної партії України             | залізнична амбулаторія ст. Вознесенськ, лікар-хірург                                                        |
| б/м                                                     | Дикусар Наталія Валеріївна      | 05.11.2010            | Освіта середня | член Комуністичної партії України             | ЦК КПУ, 2 секретар міської організації КПУ                                                                  |
| Партія регіонів                                         |                                 |                       |                |                                               | |
| б/м                                                     | Буркут Наталія Вікторівна       | 05.11.2010            | Освіта вища    | член Партії регіонів                          | КП «Регспод», заступник головного бухгалтера                                                                |
| б/м                                                     | Бальцер Вікторія Вікторівна     | 05.11.2010            | Освіта вища    | член Партії регіонів                          | Агентство економічного розвитку, директор                                                                   |
| б/м                                                     | Палєй Микола Ілліч              | 05.11.2010            | Освіта вища    | член Партії регіонів                          | КП «Водопостачання», директор                                                                               |
| б/м                                                     | Торжинська Лариса Михайлівна    | 05.11.2010            | Освіта вища    | член Партії регіонів                          | районний методкабінет відділу освіти, методист                                                              |
| б/м                                                     | Пташник Володимир Іванович      | 05.11.2010            | Освіта вища    | член Партії регіонів                          | приватний підприємець                                                                                       |
| б/м                                                     | Гарбуз Олександр Наумович       | 05.11.2010            | Освіта вища    | член Партії регіонів                          | пенсіонер                                                                                                   |
| б/м                                                     | Терзілова Людмила Миколаївна    | 05.11.2010            | Освіта вища    | член Партії регіонів                          | загальноосвітня школа № 10, директор                                                                        |
| б/м                                                     | Васильєва Інна Григорівна       | 05.11.2010            | Освіта вища    | член Партії регіонів                          | виконком міської ради, головний спеціаліст                                                                  |
| б/м                                                     | Козлов Дмитро Сергійович        | 05.11.2010            | Освіта вища    | член Партії регіонів                          | управління ЖКГ міської ради, спеціаліст І категорії                                                         |
| б/м                                                     | Кирилов Юрій Сергійович         | 05.11.2010            | Освіта вища    | член Партії регіонів                          | ЗАТ «Аліса», помічник голови правління з правової роботи                                                    |
| б/м                                                     | Котенко Микола Дмитрович        | 05.11.2010            | Освіта вища    | член Партії регіонів                          | приватний підприємець                                                                                       |
| 1                                                       | Горбова Віра Іванівна           | 05.11.2010            | Освіта вища    | член Партії регіонів                          | Виконавчий комітет Вознесенської міської ради, заступник голови з питань діяльності виконавчих органів ради |
| 2                                                       | Козюра Михайло Іванович         | 05.11.2010            | Освіта вища    | член Партії регіонів                          | приватний підприємець                                                                                       |
| 3                                                       | Семеновський Сергій Миколайович | 05.11.2010            | Освіта вища    | член Партії регіонів                          | Аграрний ліцей № 18, директор                                                                               |
| 4                                                       | Нечипорук Інна Миколаївна       | 05.11.2010            | Освіта вища    | член Партії регіонів                          | Гімназія № 1, директор                                                                                      |
| 5                                                       | Настоящий Ілля Архипович        | 05.11.2010            | Освіта вища    | член Партії регіонів                          | Вознесенська ЦРЛ, завідувач денного відділення                                                              |
| 6                                                       | Піпія Мурман Нестерович         | 05.11.2010            | Освіта вища    | член Партії регіонів                          | Приватне підприємство «Георгій», директор                                                                   |
| 7                                                       | Путієнко Сергій Павлович        | 05.11.2010            | Освіта вища    | член Партії регіонів                          | Ліцей № 2, директор                                                                                         |
| 8                                                       | Новосадова Тетяна Петрівна      | 05.11.2010            | Освіта вища    | член Партії регіонів                          | Вознесенська ЦРЛ, завідувачка відділенням лікарів загальної практики                                        |
| 9                                                       | Балабушко Тетяна Миколаївна     | 05.11.2010            | Освіта середня | член Партії регіонів                          | Приватне підприємство"Менада", директор                                                                     |
| 10                                                      | Алексєєва Лідія Миколаївна      | 05.11.2010            | Освіта вища    | член Партії регіонів                          | Комунальне підприємство «Регспод», директор                                                                 |
| 11                                                      | Гончаренко Ольга Іванівна       | 05.11.2010            | Освіта вища    | член Партії регіонів                          | Навчальна школа № 1, директор                                                                               |
| 12                                                      | Цвіро Ольга Іванівна            | 05.11.2010            | Освіта вища    | член Партії регіонів                          | пенсіонер                                                                                                   |
| 13                                                      | Гержов Василь Григорович        | 05.11.2010            | Освіта вища    | член Партії регіонів                          | Вознесенська міська рада, секретар міської ради                                                             |
| 14                                                      | Ольхов Олександр Віталійович    | 05.11.2010            | Освіта вища    | член Партії регіонів                          | Комунальне підприємство «Санітарна очистка міста», директор                                                 |
| 15                                                      | Чаєвська Галина Петрівна        | 05.11.2010            | Освіта вища    | член Партії регіонів                          | ВАТ «Зелений Гай», інженер-гідротехник                                                                      |
| 16                                                      | Варзар Наталія Миколаївна       | 05.11.2010            | Освіта вища    | член Партії регіонів                          | загальноосвітня школа № 5, директор                                                                         |
| 17                                                      | Албур Микола Степанович         | 05.11.2010            | Освіта вища    | член Партії регіонів                          | ВАТ «Зелений Гай», заступник президента                                                                     |
| 18                                                      | Туркоман Тетяна Миколаївна      | 05.11.2010            | Освіта вища    | член Партії регіонів                          | Міська газета «День за днем», головний редактор                                                             |
| Політична партія Всеукраїнське об'єднання «Батьківщина» |                                 |                       |                |                                               | |
| б/м                                                     | Коноваленко Вікторія Миколаївна | 05.11.2010            | Освіта вища    | член Всеукраїнського об'єднання «Батьківщина» | тимчасово не працює                                                                                         |
| б/м                                                     | Шевчук Ірена Степанівна         | 05.11.2010            | Освіта вища    | член Всеукраїнського об'єднання «Батьківщина» | тимчасово не працює                                                                                         |
| Політична партія «Сильна Україна»                       |                                 |                       |                |                                               | |
| б/м                                                     | Єфанов Олексій Вікторович       | 05.11.2010            | Освіта вища    | член Політичної партії «Сильна Україна»       | приватний підприємець                                                                                       |
| б/м                                                     | Онча Олег Михайлович            | 05.11.2010            | Освіта вища    | член Політичної партії «Сильна Україна»       | приватний підприємець                                                                                       |
| б/м                                                     | Вагіна Тетяна Олександрівна     | 05.11.2010            | Освіта вища    | член Політичної партії «Сильна Україна»       | ЗАТ «ВОЗКО», начальник відділу кадрів                                                                       |
| Політична партія «Фронт Змін»                           |                                 |                       |                |                                               | |
| б/м                                                     | Крет Юрій Всеволодович          | 05.11.2010            | Освіта вища    | член Політичної партії «Фронт Змін»           | ВАТ «Микитівський гранітний кар?єр», комерційний директор                                                   |
| 19                                                      | Бабій Наталія Борисівна         | 05.11.2010            | Освіта вища    | член Політичної партії «Фронт Змін»           | Приватне підприємство «Ваш парк», директор                                                                  |